# Amilcar Compound

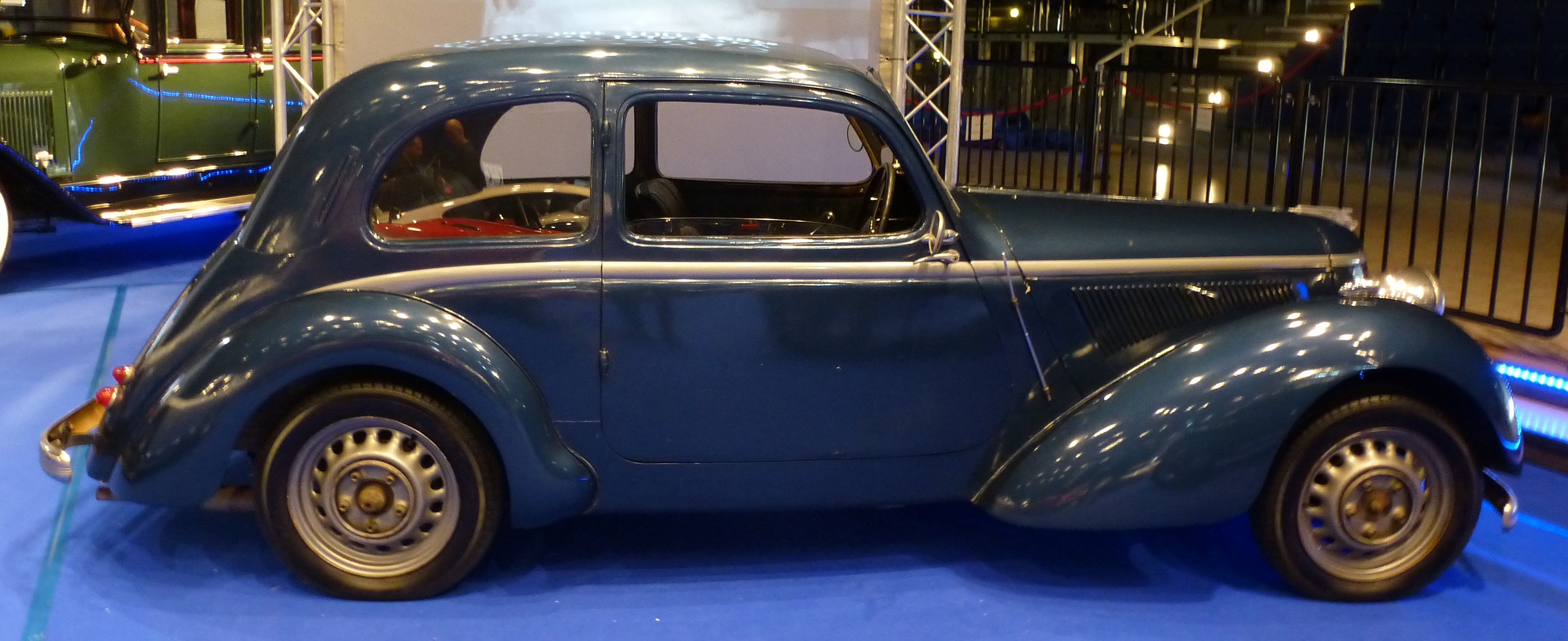
Amilcar Compound als Limousine

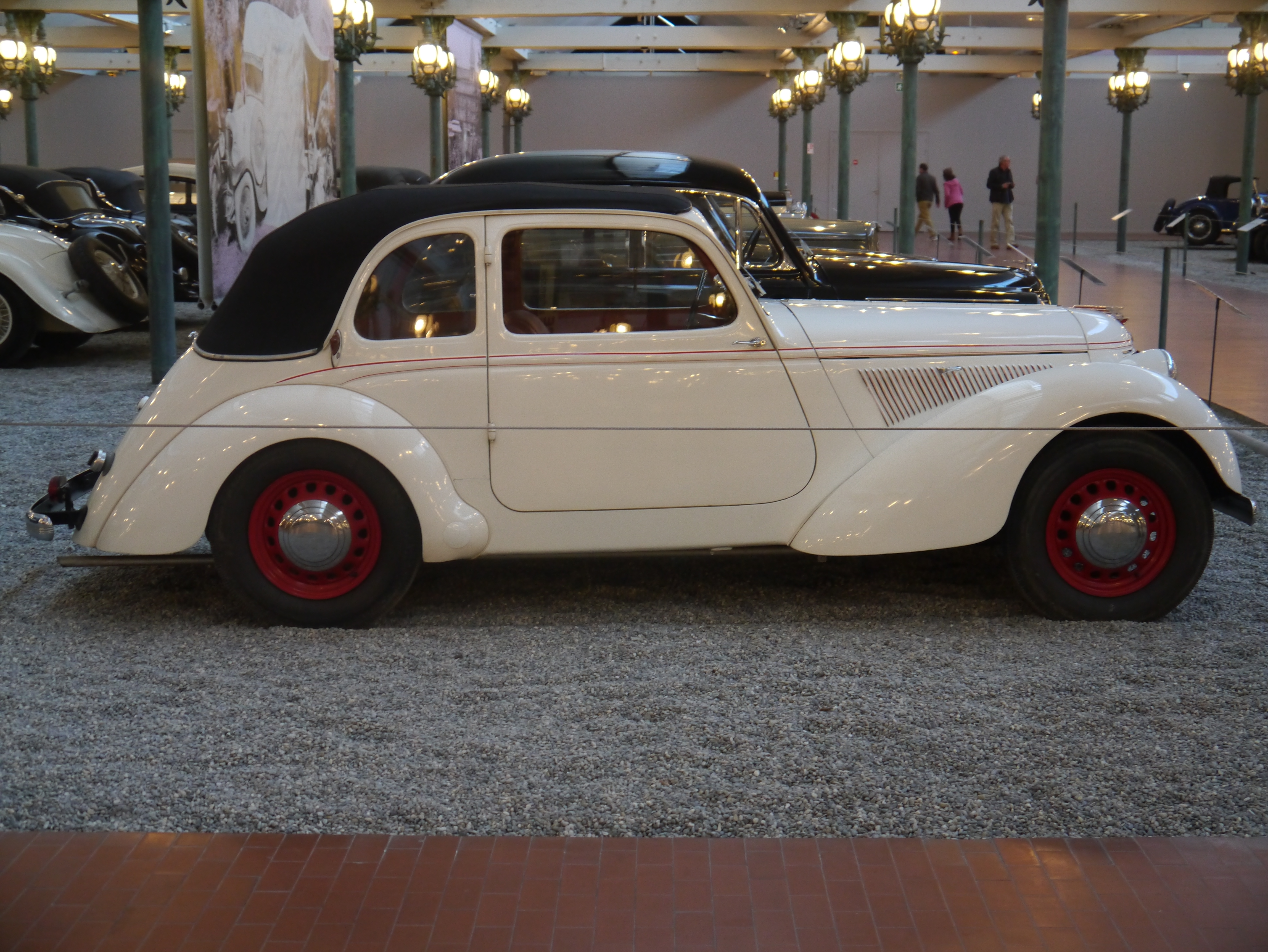
und als Cabriolimousine

Der Amilcar Compound war der letzte Pkw der französischen Marke Amilcar.

## Beschreibung
Hotchkiss et Cie hatte Amilcar übernommen. Das Ziel war, ein kleineres Modell mit Frontantrieb zu vermarkten, ohne den guten 
Ruf der Fahrzeuge der eigenen Marke zu gefährden. Jean-Albert Grégoire konstruierte das Fahrzeug.
Der Prototyp wurde im Oktober 1937 auf dem Pariser Autosalon präsentiert. Er hatte noch einen schwachen Vierzylindermotor aus älteren Amilcar-Zeiten. Er wird als 5 CV bezeichnet, was darauf hindeutet, dass es der Motor aus dem Amilcar Type C 5 war. Dort hatte er 59 mm Bohrung, 95 mm Hub, 930 cm³ Hubraum und 22 PS Leistung.
Im April 1938 begann die Serienfertigung. Die staatliche Zulassungsbehörde erteilte am 3. Mai 1938 die Zulassung. Nun wurde im Type B 38 eine Kopie des Motors vom Hillman Minx verwendet. Er hatte 63 mm Bohrung, 95 mm Hub, 1185 cm³ Hubraum und war mit 7 Cheval fiscal eingestuft. Eine Quelle nennt 33 PS. Eine andere Quelle gibt 33 bis 38 PS an. Der Preis lag etwa 50 % über dem Preis für einen Citroën Traction Avant.
Im Juli 1939 kam ein Motor mit OHV-Ventilsteuerung dazu. Der Type B 67 genannte Motor hatte 67 mm Bohrung, was sich auch im Namen niederschlug, ebenfalls 95 mm Hub, 1340 cm³ Hubraum und 8 CV. Der Motor leistete 45 PS. Hiervon entstanden aber nur 20 Stück.
Eine Quelle gibt an, dass zwei Radstände von 250 cm und 265 cm zur Wahl standen. An Karosserieversionen sind eine zweitürige Limousine, eine zweitürige Cabriolimousine und ein Roadster überliefert.
Im September 1939 endete die Produktion der Pkw. Es entstanden weniger als 900 Fahrzeuge. Damit wurde das Ziel von 2500 Fahrzeugen jährlich deutlich verfehlt.
Von Oktober 1940 bis 1942 wurden noch einige Kastenwagen und Krankenwagen hergestellt.
Außerhalb Frankreichs wurde dieses Modell als Hotchkiss Compound vermarktet.

## Auktionsergebnisse
Osenat versteigerte 2016 einen Roadster von 1939 für 16.800 Euro.
Coys bot 2019 mehrfach eine blaue Limousine mit dem britischen Kennzeichen FLL 4 an. Im Januar gab es eine Erwartung von 12.000 Euro, aber keinen überlieferten Preis, obwohl das Fahrzeug als No Reserve angeboten wurde, der Zuschlag also bei jedem Preis erfolgt wäre. Für Februar 2019 werden 9000 Pfund Sterling genannt. Am 2. April 2019 wurden in London 5625 Pfund erzielt. Am 13. April 2019 lag das höchste Gebot während der Auktion auf der Techno-Classica bei 9000 Euro.
Ob dieses Fahrzeug tatsächlich versteigert wurde, ist unklar.